# William Droegemuller
William Droegemuller, född 7 oktober 1906 i Chicago, död 23 februari 1987 i Sun City i Arizona, var en amerikansk friidrottare.
Droegemuller blev olympisk silvermedaljör i stavhopp vid sommarspelen 1928 i Amsterdam.